# Planta de energía geotérmica de Mutnovskaya
La central de energía de Mutnovskaya es una planta de energía geotérmica, la más grande de Rusia. Está situada a 60 km al sur del centro administrativo de la región de  Petropavlovsk-Kamchatka, a orillas del río Falshivaya. Su capacidad es de 50 MW. La planta está operada por Geotherm JSC, una filial de PJSC RusHydro.
La instalación se localizada al nordeste de la montaña Mutnovskaya, en la parte suroeste de la Península de Kamchatka, a una altitud de aproximadamente 800 metros sobre el nivel del mar.

## Historia

### El periodo soviético
La primera planta de energía geotérmica en la URSS (Pauzhetskaya GeoPP) fue construido en Kamchatka en 1966. Tras los exitosos resultados de su operación se decidió continuar el desarrollo de la energía geotérmica en la región. En 1974, el Instituto de Volcanología de la Academia de las Ciencias de la URSS estimó la capacidad potencial de una estación geotérmica en Mutnovsky en 300-400 MW. En septiembre de 1977, el Comité de Planificación Estatal de la URSS decidió construir una planta de 200 MW  en Mutnovskaya con la introducción de las primeras unidades en 1984-1985.
El decreto del Comité Central del CPSU y el Consejo de URSS de Ministros el 2 de abril de 1981 recibió instrucciones para que el Ministerio de Geología de la URSS confirmase las reservas del campo Mutnovskoye, y al Ministerio de Energía y Electrificación de la URSS para construir una planta de energía geotérmica con una capacidad para 150-250 MW, con una primera fase de 50 MW en 1985.
En 1983, la construcción de la primera etapa se retrasó hasta 1986-1990. Las reservas del depósito se entregaron al Comité de Reservas Estatal en 1987 y fueron aprobadas en 1990: según la categoría C1, 156,2 kg/s con una presión de 6-8 bares y un valor calorífico de 660 kcal/kg que corresponde a 78 MW de energía eléctrica.
La Dirección de Construcción se estableció en mayo de 1988, pero la fecha prevista de puesta en servicio se cambió de nuevo a 1992. Había dificultades para realizar pedidos de los principales equipos de generación ya que las empresas de construcción de maquinaria dieron prioridad a equipamientos de serie y frente al desarrollo  de productos especializados. Con la Perestroika, la carencia en la financiación durante los años de crisis de 1990 agravó su construcción. Finalmente la planta fue puesta en servicio en el año 2003.

### Rusia
En 1995, el Ministerio de Energía de la RSFSR aprobó el proyecto de Mutnovskaya GeoPP: se seleccionó el bloque-unidades de energía modular de la empresa Kaluga Turbine Plant para proporcionar el equipamiento principal. La continuación de la construcción de GeoTES se reconoció como un proyecto prioritario para el desarrollo del combustible y el complejo energético de Kamchatka.
Para completar la construcción y la operación del Mutnovsky GeoPP se creó Geotherm.
El EBRD participó en la financiación de la construcción.
Para reducir los costes de transportar la mezcla de vapor y agua,  se decidió enviar vapor de varios lugares alejados de la construcción del pozo a una pequeña planta de energía separada, la Verkhne-Mutnovskaya GeoPP con una capacidad de 12 MW, la cual se construyó antes de la instalación principal y fue puesta en servicio en diciembre de 1999.
La primera unidad de energía del Mutnovskaya GeoPP se encargó en diciembre de 2001 y la puesta en marcha de la segunda unidad de energía en octubre de 2002 se realizó en una ceremonia solemne con el presidente de la compañía eléctrica RAO UES, Anatoly Chubais. El uso de energía geotérmica ha reducido significativamente la dependencia de la península de Kamchatka del fueloil importado.
El potencial geotérmico del campo de Mutnovsky no está agotado aún y se está considerando la posibilidad de construir una segunda fase de la instalación con una capacidad de 50 MW.

## Tecnología
La planta tiene dos turbinas idénticas de 25 MW cada una. Cada turbina tiene una presión de entrada de 6,1 bares y un caudal de vapor de 44.5 kg/s. El depósito geotérmico contiene agua en dos fases. La temperatura del depósito es 250-300 °C. Los recursos de vapor comprobados son de 172 kg/s. El fluido se extrae de 12 pozos para un caudal de vapor total de 156 kg/s. Las presiones en la boca del pozo son de 7 a 10 bares.
La separación de la mezcla se realiza en la planta. La mezcla de vapor/agua de los pozos se transporta por tuberías individuales y comunes. El agua separada y el calor residual se introducen en pozos de inyección. La decisión sobre el transporte en dos fases fue el resultado de intrigas administrativas.
Las tuberías de vapor-agua se construyeron sin cálculo hidráulico hasta 2003. En ocasiones, no se determinó el diámetro óptimo de las tuberías y es por ello que algunas tuberías han experimentado una pérdida de presión, mientras que otras han tenido pulsaciones. La compensación de las extensiones de temperatura se implementó mediante curvas en las tuberías.
Los cálculos hidráulicos de las tuberías empezaron en 2003. Los tubos viejos fueron reconstruidos y se añadieron otros nuevos. Se instalaron juntas de expansión y se eliminaron las resistencias locales no funcionales. En la actualidad, la longitud total de las tuberías de mezcla de vapor y agua es de más de 10 km. La profundidad del pozo más larga es de 2,3 km.